# Rheumatology
Rheumatology ist eine wissenschaftliche Fachzeitschrift, die vom Elsevier-Verlag veröffentlicht wird. Die Zeitschrift wurde 1952 unter dem Namen Annals of Physical Medicine gegründet. Im Jahr 1970 erfolgte eine Änderung in Rheumatology and Physical Medicine, der 1972 die Änderung in Rheumatology and Rehabilitation folgte. Im Jahr 1983 wurde die Zeitschrift in British Journal of Rheumatology umbenannt und 1999 erfolgte die Änderung in den derzeit gültigen Namen. Die Zeitschrift ist das offizielle Publikationsorgan der British Society for Rheumatology und erscheint mit zwölf Ausgaben im Jahr. Es werden Arbeiten veröffentlicht, die sich mit rheumatischen Erkrankungen beschäftigen.
Der Impact Factor des Journals lag im Jahr 2014 bei 4,475. Nach der Statistik des ISI Web of Knowledge wird das Journal mit diesem Impact Factor in der Kategorie Rheumatologie an sechster Stelle von 32 Zeitschriften geführt.